# Касабай
Касаба́й (каз. Қасабай) — село у складі Актогайського району Карагандинської області Казахстану. Входить до складу Шабанбайбійського сільського округу.
Населення — 30 осіб (2021; 132 у 2009, 100 у 1999, 179 у 1989).
Національний склад станом на 1989 рік:
- казахи — 100 %.

У радянські часи село називалось також Косабай.